# Шкловский, Григорий Львович
Григорий Львович (Герш Бер Лейбович) Шкловский (1875, Паричи, Бобруйский уезд, Минская губерния, Российская империя — 4 ноября 1937, Сандармох, Медвежьегорский район, Карельская АССР, СССР) — советский политический, государственный деятель,  дипломат, большевик и химик.

## Биография
Родился в 1875 году в Паричах (ныне Светлогорский район, Гомельская область, Республика Беларусь) в еврейской семье.
Вступил в РСДРП в 1898, вел партийную работу в Белоруссии, неоднократно подвергался репрессиям.
В 1903 году за подпольную работу агентом «Искры» Шкловского сослали в Бобруйск под негласный надзор полиции. Там весной 1904 года он организовал социал-демократическую группу, стоявшую на большевистских позициях, и весьма успешно боролся с бундовцами. Он писал заметки в «Искру», представляя доклады о разногласиях бундовцев с большевиками, участвовал в оживленных дискуссиях с рабочими массами. В результате он завоевал большой авторитет в революционных кругах и созрел как организатор в борьбе с царизмом.
Делегат с совещательным голосом III съезда РСДРП (1905, Лондон).
В 1909 году Шкловского вновь арестовали и за революционную деятельность сослали в Сибирь, в район Ангары, но в том же году он сбежал в Швейцарию. В эмиграции участвовал в партийной работе; был делегатом от большевиков на Базельском конгрессе 2-го Интернационала (1912), в марте 1915 участвовал на Бернской конференции.
После Февральской революции работал в Нижнем Новгороде и Москве; был зам. председателя Московского совета районных дум; в Октябре — комиссар Дорогомиловского района.
В 1918 — советник полпредства в Швейцарии; до 1925 работал в органах НКИД.
На XIV Съезде партии избран в ЦКК ВКП(б); в 1927 за работу в рядах зиновьевско-троцкистской оппозиции исключен из ЦКК. С 1928 работал в Химсиндикате, в 1929—30 член правления Химимпорта, с 1931 работал в ОНТИ (Объединение научно-технических изданий) и Химико-фарм. объединении. Был исключен из ВКП(б) как троцкист.
Проживал в Москве по адресу: Лялин пер., д. 8, кв. 14. Военной коллегией Верховного суда СССР 14 ноября 1936 года осуждён по статьям 17-58-8, 58-11 УК РСФСР на 10 лет тюрьмы. Отбывал наказание на Соловках. Особой тройкой УНКВД ЛО 10 октября 1937 года приговорён к высшей мере наказания. Расстрелян в Карельской АССР (Сандармох) 4 ноября 1937 года. Григорий Шкловский был реабилитирован в 1957 году.

## Дружба с Лениным
Шкловский был держателем партийной кассы, финансистом, обеспечивающим быт её вождей и большевистских депутатов Госдумы. В его швейцарском доме часто останавливались видные деятели РСДРП, Владимир Ильич Ленин с Надеждой Константиновной Крупской, для которой Шкловский нашёл врача, лечившего её от базедовой болезни.
По одним источникам, Шкловский вернулся в Россию в «запломбированном вагоне» вместе с Лениным. По другим, младшая дочь Шкловского, Наталья, родилась в марте 1917-го, поэтому он не поехал в том вагоне с Лениным, а приехал в Россию чуть позже, оставив в Швейцарии семью.
В Полном собрании сочинений Ленина в 55 томах опубликовано 31 письмо Ленина к Шкловскому с 1910 года по 1922. В основном это деловые письма с различными просьбами по партийной работе. Интересны обращения: «Дорогой товарищ», «Дорогой Ш.», «Дорогой Г.Л.»,  «Дорогой друг». И подписи: «Ваш Н. Ленин», «Ваш В.И.», «Ваш Ленин», «Ваш В. Ульянов».
Из воспоминаний Ольги Шатуновской:
Утверждение Ольги Шатуновской  не соответствует действительности. Во время обыска у Г. Л. Шатуновского никакого письма Ленина не было изъято. О существовании письма Ленина с подобным содержанием нет никаких документальных подтверждений. См. перечисление изъятых у Г. Л. Шкловского документов: РГАСПИ 17-171-223, https://www.istmat.org/files/uploads/60567/rgaspi._f.17._op.171._d.223_obysk_u_shklovskogo.pdf:

В 37 году при аресте Григория Шкловского сотрудниками Лубянки у него была изъята записка Ленина, адресованная ему Владимиром Ильичом в 1922 году. Григорий Шкловский во время Первой мировой войны был председателем Бернской большевистской конференции, организованной Лениным, где было сформулировано отношение большевиков к этой войне. Григорий Шкловский был близким другом и доверенным лицом Ленина. Записка эта является частью переписки между Лениным и Григорием Шкловским. Отвечая на какое-то письмо Шкловского, Ленин пишет: «Да, Григорий, Вы правы. Против меня ведется интрига, очень глубокая и сложная: предлагаю какую-нибудь кандидатуру на Оргбюро — меня проваливают; продолжаю настаивать — меня обвиняют в протекционизме. Повторяю, интрига глубокая и очень сложная. Придется нам опереться на нашу молодежь».
Утверждение Ольги Шатуновской  не соответствует действительности. Во время обыска у Г. Л. Шатуновского никакого письма Ленина не было изъято. О существовании письма Ленина с подобным содержанием нет никаких документальных подтверждений. См. перечисление изъятых у Г. Л. Шкловского документов: РГАСПИ 17-171-223, https://www.istmat.org/files/uploads/60567/rgaspi._f.17._op.171._d.223_obysk_u_shklovskogo.pdf

## Семья
Был одним из 14 детей сапожника Лейбы Шкловского. Сёстры — Сарра Лейбовна Шкловская (1880—?) и Фрида Львовна Галина-Шкловская (1889—?) были врачами в Бобруйске. Брат Лейвик был известным большевистским лидером в Киеве и Екатеринославской области, младший брат Шлойме был убит в ходе погрома бандой С. Булак-Балаховича
Был женат на Двосе Зеликовне Горелик (род. 1880), сестре литературного критика А. Лежнева, дочери крупнейшего лесопромышленника Белоруссии. Они имели пять дочерей.

## Цитаты
- В революции революционеры составляют лишь очень незначительный процент[5].